# Thal-Drulingen
Thal-Drulingen – miejscowość i gmina we Francji, w regionie Grand Est, w departamencie Dolny Ren.
Według danych na rok 1990 gminę zamieszkiwało 201 osób, a gęstość zaludnienia wynosiła 38 osób/km² (wśród 903 gmin Alzacji Thal-Drulingen plasuje się na 660. miejscu pod względem liczby ludności, natomiast pod względem powierzchni na miejscu 469.).